# LGA 1366
Podstawka LGA (Land Grid Array) 1366, znana również jako Socket B – podstawka pod procesor zaprojektowana na potrzebę generacji wydajnych procesorów z serii Core i7 i Xeonów serii 55 (Gainestown) firmy Intel, których sercem są układy oparte na mikroarchitekturze Nehalem. Technologię tę wprowadzono pod koniec 2008 roku.
Zmiany poczynione w celu wzrostu wydajności zmusiły do wielu zmian i usprawnień.
Procesory oparte na tej podstawce komunikują się nie za pomocą szyny FSB, tylko za pomocą nowej, szybszej szyny QPI. Ponadto procesory z wbudowanym kontrolerem pamięci obsługują RAM w systemie trójkanałowym.
Hyper-Threading powrócił do łask w ramach układów Nehalem, co również przyśpieszyło jego wydajność oraz powoduje, że czterordzeniowy procesor widziany jest w systemie jako osiem rdzeni logicznych. Następcą, wraz z LGA 1155, jest LGA 2011.